# Park Street (Hertfordshire)
Park Street – wieś w Anglii, w hrabstwie Hertfordshire, w dystrykcie St Albans. Leży 20 km na południowy zachód od miasta Hertford i 28 km na północny zachód od centrum Londynu. W 2001 miejscowość liczyła 6781 mieszkańców.